# Бузоени (Калараш)
Бузоени (рум. Buzoeni) насеље је у Румунији у округу Калараш у општини Лехлиу Гара. Oпштина се налази на надморској висини од 48 m.

## Становништво
Према подацима из 2002. године у насељу је живело 570 становника, од којих су сви румунске националности.